# Минска митрополија
Минска митрополија (рус. Минская митрополия, блр. Мінская мітраполія) митрополија је Бјелоруске православне цркве под јурисдикцијом Руске православне цркве.
Образована је одлуком Светог синода од 23. октобра 2014, а налази се у оквиру граница Минске области. У њеном саставу се налазе четири епархије: Минска, Борисовска, Молодечњенска и Слуцка.